# Tambomachay

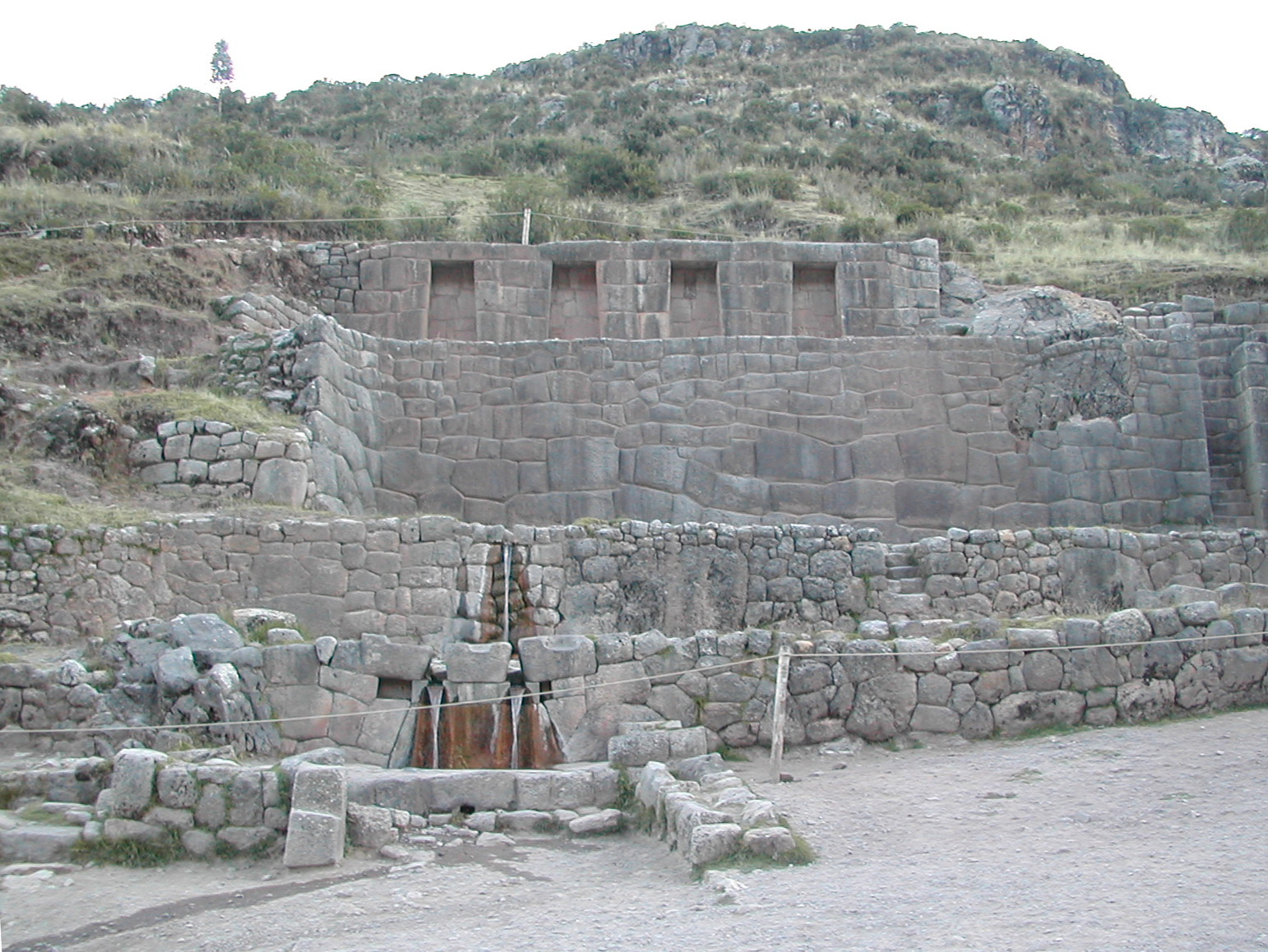
Vista de Tambomachay

Tambomachay em espanhol ou Tampumachay (quíchua: tanpu mach'ay, lugar de descanso) está localizado próximo a Cusco, no Peru. É um sítio arqueológico que foi destinado ao culto à água e para que o chefe do Império Inca pudesse descansar.  Este lugar também é denominado "Banhos do Inca".
É composto de uma série de aquedutos, canal e várias cascatas de água  que correm pelas rochas.
Aqui também houve uma espécie de jardim real, cuja irrigação provinha de um complicado sistema de  canais especialmente feitos para essa função.